# 鹽澤兼人
鹽澤兼人（日语：／ Shiozawa Kaneto，1954年1月28日—2000年5月10日），日本男性配音員、演員。出身於東京都。身高171cm。A型血。

## 生平

### 成長時期
鹽澤兼人從小體弱多病，運動神經很差，不允許他離開家裡太久。
離開幼兒園後，他的父母想知道「我們該對他做什麼？」，僅僅幾個月，他就屬於向日葵劇團。後來，鹽澤發現自己和鄰居的孩子們一起玩更有趣，就這樣一直到他進入小學，他認為如果出現這種情況，豈不是會對演藝圈造成負面影響，因此離開了劇團。這項工作在他認為也許是生活中最基本的部分。
少年時期他就想要成為一名演員，因此中學時期自己成立了話劇社，並擔任社長。中學2、3年級時父母雙亡，由祖母收養。
日本大學第二高等學校畢業後，進入日本大學藝術學院戲劇系全力學習戲劇。該高中的選擇也是以升讀日本大學藝術學院戲劇系為基礎的。本來他想成為公司的員工，卻在祖母的反對下從同一所大學輟學。
自稱「有思維短路的傾向」，大學中輟後在一家咖啡廳打工。然而他以「即使這樣一直待下去，我也擺脫不了小店的世界」就「隨心所欲吧！」的想法，進入了東放學園專門學校東京廣播學院放送聲優科學習。同時期，他隸屬於GROUP EITO。

### 配音出道後
20歲時，鹽澤兼人在一部外國電影的日語配音中以「哇～」一聲掉下懸崖而死的角色出道。並在日本電視動畫《棒球少年貫太》以戶馳二郎一角首次常駐演出。之後，他以《機動戰士鋼彈》的馬·克貝、《傳說巨神伊甸王》要角伊拉·喬利巴及《宇宙戰士巴魯迪奧斯》主角馬林·雷鋼而走紅。1979年，他在手塚治虫直接執導的最後一部電影《火鳥2772：愛的宇宙空間》被選為擔任主角，從而首次演出電影。
曾經是TBS旗下的演員，後來漸漸收到了越來越多配音工作的邀約。
不僅是動畫作品，他還為外國電影《星際大戰》與《剪刀手愛德華》進行日語配音。

### 死去
2000年5月9日下午（日本時間）4時左右，不慎從自家的樓梯摔下。事後他認為自己的傷不要緊，不料當天晚上10時多身體狀況急劇惡化。接著就不省人事，被送入東京西新宿東京醫科大學醫院搶救，次日凌晨0時54分因腦挫傷去世，享年46歲。
逝後，於中野區的寶仙寺舉行告別式並安葬於此。法號碧海院法優日敏信士。

## 人物
鹽澤兼人和他的父親、母親都是獨生子女。
在1990年代的聲優熱潮中，推出了當紅聲優（配音員）演唱的夏季主題歌曲的CD專輯，鹽澤也參與其中。不過，鹽澤說本身不擅長唱歌。此外，當被問及對夏天的回憶時，他回答說是最糟糕的夏天。原因是以前有一次下海的時候，他以為有人在游泳，結果一看是一具屍體。因此鹽澤評論說「甚至到不想再看到大海了」，但水肺潛水是他的愛好，並提到了與他一起潛水的前輩柴田秀勝。他也喜歡所謂的海產，像是榮螺和鮑魚。
喜愛喝酒。尤其是日本酒，這是一種二等清酒，比高級大吟釀還要凜冽。鈴置洋孝跟他是很要好的酒友，自己和其他人都說「他那獨特的聲音不是因為喜歡喝酒嗎？」。此外，他與神谷明的交情很深，兩人經常一起演出。於結伴邀約喝酒時，島田敏、二又一成、龍田直樹、森功至、山口健這些都是他必點的對象。在自身的網站上提到，有一次與中原茂續攤第三家後，跟他說「你沒辦法回家（末班電車已駛離）是嗎？要不要來住我家」這件事讓他很困擾。本身不會喝酒的中原沒有喝酒，鹽澤卻喝了他喜歡的日本酒，兩人就聊了起來。
成為配音員後出演了許多話劇表演（舞台劇），1987年上矢尾一樹主持的廣播節目《動畫情報電台雜誌》於意見電話的單元提到這個話題，他說：「我決定要去做我感到困惑的事情」。此外，在同一個節目說當時飾演《聖鬥士星矢》中的牡羊座穆「不是二枚目」和「異常超越世界的角色」。
生前作為嘉賓出演廣播節目《鈴木真仁的公主俱樂部》說自己像死亡時一樣醉倒在樓梯上。當時，他只是打斷了恥骨說：「我在樓梯上加了扶手」，但主持人鈴木真仁有些擔心地說：「但如果你喝醉了就沒有意義了，對吧？」，具有諷刺意味的是，結果就是這樣。據說原因是對未來的焦慮而增加了酒量。
同事務所的後輩綠川光提到鹽澤是他的目標。
曾一度作為特約講師來到青二塾。

### 生前主要逸事

#### 特色
音域：男高音。他曾以傲慢帥氣的角色而聞名。其貴族般的嗓音經常扮演美男或二枚目的角色，因此在《銀河旋風無賴我》中飾演爆破小子時感到很迷茫，但他說多虧了噱頭般的演技而已經習慣了。另一方面，被說「美男是主角」意味著他好像在演同一齣戲，所以有時會在自身的代表作中加入三枚目的角色。
關於獨特的反派角色之形成，他說《機動戰士鋼彈》中馬·克貝的角色是一個很大的關鍵。又說其實直到擔演馬·克貝才開始不願意演反派。另一方面，他也說自己小時候讀幼兒園時有暴力的傾向，比如打破了幼兒園的玻璃窗。
在《高校！奇面組》中他演過許多像物星大這樣「人妖」般的角色，但他自己回憶道：曾經有一段時間我只能演這樣的角色，有一段時間我有點迷茫。在OVA《間之楔》等BL作品的黎明期留下了不少的足跡。
對於《銀河英雄傳說》中的巴爾·馮·奧貝斯坦，原作者田中芳樹也表示他演這個角色很合適。然而在第一次動畫改編的劇場版《我的征途是星辰大海》中，卻是一個只有一句台詞的配角，所以不知道自己是主角的鹽澤在原著小說中，留下令人困惑的評論。

### 死後
其實力和知名度都很高，有許多個固定演出，卻在配音事業進展很順利時突然去世，他的驟逝震驚了各界。
與鹽澤關係密切的前輩柴田秀勝對於後輩鹽澤就這樣先離開了人世感到憤憤不平，在弔唁詞中說了一句「馬鹿野郎（中譯渾蛋）」。鹽澤去世後，一些角色被其他配音員接任。尤其山崎巧的音質因為與鹽澤相近，繼承的角色較多。但是，廣播劇CD《博士×拳擊手》系列由於原作者和製作人員的意圖，有鹽澤演出的角色就沒有再次出現，或者其他作品即使出現也是沒有說話。一方面《蠟筆小新》的肥嘟嘟左衛門在鹽澤去世之後也缺席了16年，直到2016年才由神谷浩史繼承。
在遊戲《超級機器人大戰系列》中，鹽澤去世約兩週後發售的《超級機器人大戰α》是他最後一次的錄音作品。之後的系列作品中，《機動戰士鋼彈》的馬·克貝和克朗普、《傳說巨神伊甸王》的伊拉·喬利巴、《戰國魔神豪將軍》的李奧納多·梅迪奇·芬德爾、《超獸機神斷空我》的司馬亮、《蒼藍流星SPT雷茲納》的路·凱因，一直到現在，只使用鹽澤生前錄製的聲音，此措施也適用於其他已去世或退休的配音員。在某些情況下，如喬利巴和路·凱因是在很長一段時間於有聲音的作品重新登場時重新使用。尤其是司馬亮，比如將其他角色的聲音與司馬亮的聲音進行匹配，再將司馬亮的台詞前後與新錄製的聲音結合起來，於試播之間產生互動，這做得相當徹底。
當時正在開發的遊戲《潛龍諜影2》，導演小島秀夫嘗試代替鹽澤配音，他說「Vamp是我為鹽澤先生設計的角色，但是很遺憾」，結果嘗試卻沒有成功。還有《SNATCHER》、《POLICENAUTS》等有鹽澤演出的作品都為他的死亡表示深切哀悼，本來作為紀念不打算收錄在前作《潛龍諜影》的出場聲音在一些對話場面被用作與寺瀨今日子飾演角色的台詞上。與此同時，寺瀨的聲音也被編輯成類似鹽澤在前作的角色氛圍。之後的《潛龍諜影4》則是在回想場面中出現。《潛龍諜影》角色客串《任天堂明星大亂鬥X》時，固蛇（潛龍諜影主角）與生化忍者一起作為輔助角色出現。都使用同一作品收錄的聲音。此外，小島在以前的廣播節目上說「鹽澤先生太棒了。工作室有鹽澤先生的光臨會讓現場氣氛產生變化。他會把最美味的部分拿回來」、「鹽澤先生和井上喜久子女士必定會在我的遊戲中出現，所以寫劇本的時候就這麼決定了」、「鹽澤先生那樣的演技也只有鹽澤先生能演得出來，倒不如說是鹽澤角色。所以我在找可以代替鹽澤先生的人。這就是之後的潛龍諜影為什麼我不能再推出像鹽澤角色之類的角色了」。
在鹽澤死後半年後發售的遊戲《永恆傳奇》中，為了紀念在前作《幻想傳奇》中飾演達歐斯的鹽澤，與達歐斯極為相似的角色「澤庫多烏斯」急遽登場。所有的聲音都從達歐斯轉移。
在格鬥遊戲《GUILTY GEAR series》中飾演刺客Zato=ONE，但在製作第二作《GUILTY GEAR X》時突然死亡，因此劇組字幕為“（LATE）”（“late-” （日文））後，結局突然變成了佐藤會被佐藤吞入自己體內的禁獸埃迪削弱並死去。據開發者透露，結局是會成為）。
格鬥遊戲《聖騎士之戰系列》中飾演鹽澤演刺客薩度-1，但在製作續篇《GUILTY GEAR X》時突然去世，因此劇組字幕添加了「（LATE）」（中文意旨為「怎麼會…」）後，結局突然變成被薩度收進自己身體的禁獸艾迪突然衰弱而死的結局（開發者透露，這是將來作為薩度戰鬥的結局）。
由於鹽澤在動畫《捍衛者》客串第8話WOWOW首播的前夕去世，因此在放送開始之前播放了一段悼念死者的信息。
以及在動畫《星界的戰旗》中飾演杜薩紐一角的錄音過程中死亡，從第9話開始使用廣播劇CD版的聲音。2001年播出的續集《星界的戰旗II》也採取同樣的措施。
摯友神谷明也在當時的動畫雜誌《Animedia》連載專欄「你是聲優！」中發表了一系列文章，為鹽澤策劃了追思會，並寫下了悼念死者的信息。還附上和鹽澤最後一次的酒會照片。
他去世五天後播出的《名偵探柯南》第190話「生死一瞬間 第三個選擇」開頭播放了一段追思的字幕。

## 繼任
鹽澤逝世後，配音員接替角色如下：
但是，其他配音員被完全替換的作品（《遊☆戲☆王 怪獸之決鬥》的夏迪（繼任：佐佐木望）等），因為超出了宗旨，所以不在本表中列出。
| 繼任       | 角色名       | 概要作品                          | 繼任初次擔當作品                       |
| ---------- | ------------ | --------------------------------- | -------------------------------------- |
| 山崎巧     | 木戶丈太郎   | 《銀河旋風無賴我》                | 《超級機器人大戰α外傳》                |
| 山崎巧     | 牡羊座穆     | 《聖鬥士星矢》                    | 《聖鬥士星矢 冥王黑帝斯十二宮篇》      |
| 山崎巧     | 塞臥         | 《冥王計劃傑歐萊馬》              | 《超級機器人大戰MX》                   |
| 山崎巧     | 真幌羽士郎   | 《銀河烈風幕臣我》                | 《超級機器人大戰GC》                   |
| 山崎巧     | 洛克·安洛克  | 《銀河疾風流離我》                | 《超級機器人大戰GC》                   |
| 山崎巧     | 生化忍者     | 《潛龍諜影》                      | 《潛龍諜影2：漫畫》                    |
| 山崎巧     | 馬林·雷根    | 《宇宙戰士巴魯迪奧斯》            | 《超級機器人大戰Z》                    |
| 山崎巧     | 傑羅尼莫     | 《金肉人》                        | 《角子機金肉人》                       |
| 千葉一伸   | 雷           | 《北斗神拳》                      | 《北斗神拳 AC版》                      |
| 千葉一伸   | 拜曼·哈嘉德  | 《裝甲騎兵波德姆茲 最後的紅肩隊》 | 《第2次超級機器人大戰Z 破界篇》        |
| 千葉一伸   | 利夫         | 《西城故事》TBS新錄製版           | WOWOW重播時追加錄音                    |
| 置龍太郎   | 三星龍       | 《七龍珠GT》                      | 《七龍珠Z 雙重爆裂激戰》               |
| 置龍太郎   | 惡魔獸       | 《數碼寶貝大冒險》                | PSP版遊戲                              |
| 置龍太郎   | 倉橋永二     | 《青春野球部Nine》                | 《青之焰》                             |
| 納谷六朗   | 威風警官     | 《大嘴鳥》                        | 第58話A章節                            |
| 柏倉努     | 四天王加利   | 《怪獸農場 ～圓盤石的秘密～》     | 《怪獸農場 ～前往傳說之路～》          |
| 平田廣明   | 惡魔獸       | 《數碼寶貝大冒險》                | 《數碼寶貝大冒險02》                   |
| 井上和彥   | 白鳥任三郎   | 《名偵探柯南》                    | 第205話                                |
| 加瀨康之   | 馬·克貝      | 《機動戰士鋼彈》                  | 《日昇英雄譚R》                        |
| 加瀨康之   | 路·凱因      | 《蒼之流星SPT雷茲納》             | 《日昇英雄譚R》                        |
| 加瀨康之   | 拜曼·哈嘉德  | 《裝甲騎兵波德姆茲 最後的紅肩隊》 | 《日昇英雄譚R》                        |
| 田中秀幸   | 克萊維斯     | 〈安琪莉可系列〉                  | 《安琪莉可 -三重奏-》                  |
| 田中正彥   | 馬·克貝      | 《機動戰士鋼彈》                  | 《機動戰士鋼彈 特別版》                |
| 岡野浩介   | 物星大       | 《高校！奇面組》                  | 《高校！奇面組 THE 桌上曲棍球》        |
| 阪口大助   | 牙膏人       | 《麵包超人》                      | 第582話B章節                           |
| 近藤隆     | 光頭博士     | 《聖騎士之戰》                    | 《聖騎士之戰X 廣播劇CD BLACK》         |
| 森川智之   | 達歐斯       | 《幻想傳奇》                      | 《幻想傳奇 THE ANIMATION》             |
| 遊佐浩二   | 尼奧皇帝     | 《冒險少女娜汀亞》                | PS2版遊戲                              |
| 太田真一郎 | 龍捲基德     | 《金肉人》                        | 《金肉人 新世代英雄》                  |
| 子安武人   | 大蛇丸       | 《天外魔境》系列                  | 《天外魔境 ZIRIA ～遙遠的日本國～》    |
| 子安武人   | 薩度-1       | 〈聖騎士之戰系列〉                | 《聖騎士之戰Xrd -SIGN-》               |
| 綠川光     | 江口洋助     | 《湘南爆走族》                    | 《CR湘南爆走族》                       |
| 小杉十郎太 | 杜薩紐       | 《星界》系列                      | 《星界的斷章 併呑》                    |
| 柴田光太郎 | B.D.         | 《無限地帶23》                    | 《無限地帶23 ON RADIO》                |
| 竹本英史   | 納姆         | 《七龍珠》                        | 《七龍珠Z Sparking！METEOR》           |
| 高木涉     | 拜曼·哈嘉德  | 《裝甲騎兵波德姆茲 最後的紅肩隊》 | PS2版遊戲                              |
| 大瀧進矢   | 拉班達       | 《蠟筆小新：黑暗珠珠大追擊》      | 《蠟筆小新：呼風喚雨春日部電影明星！》 |
| 神谷浩史   | 肥嘟嘟左衛門 | 《蜡笔小新》                      | 第894話B章節                           |
| 古川登志夫 | 湯姆·朗杜納  | 《特打》系列                      | TBA                                    |

## 演出
粗體字表示主要角色。

### 電視動畫
1975年
- 一休和尚（貞章、藤原秀行、旅人、義滿的家臣、村民、尾方六介、光越）
- 時間飛船（王子、伊基基）
- 瓢蟲之歌（下町町南隊隊員）

1976年
- 大飯桶（日语：ドカベン）（1976年—1979年，學生A、葛山、學生B、棒球社社員B、新入社員、雪村、東、山口、黑田、國定（日语：国定忠治 (ドカベン)）、中村、隼（日语：隼走））
- 布洛卡軍團IV 無敵飛天俠（船員、部下、研究員、所員、士兵、工作人員、男1、廣播、兵、莫格爾兵、其他所員、副機長、船員A）

1977年
- 排球英雌（男學生）
- 棒球少年貫太（日语：一発貫太くん）（戶馳二郎[23]）
- 保羅歷險記（首狩人、騎士C、湯姆、卡尼·圭）
- 小雙俠 (1977年版)（客人、詹姆斯、王子B、助理導演、男、家臣、哈西勒梅多斯、納尼）

1978年
- 科學小飛俠II（山姆）
- 寶島
- 窈窕淑女（八卷、弟子A、配角群、男孩、步哨、青年紳士、弟子、暴力團、手下、士兵）
- 未來少年柯南（隊員）
- 若草四姐妹（日语：若草のシャルロット）（使用人）

1979年
- 科學小飛俠F（吉賽爾）
- 加油！我們的打帶跑（日语：ヒット・エンド・ラン）（彥丸[24]）
- 機動戰士鋼彈（馬·克貝（日语：マ・クベ）、克朗普、史泰奇、索爾、歐姆·漢格、薩曼羅、強·約翰、巴洛、弗勞、馬卡·克朗、卡姆蘭·布魯姆）
- 銀河鐵道999（1979年—1981年，天狼星、砂山武、畢納、梅姆）
- 小熊的故事（日语：こぐまのミーシャ）（另一隻山貓 等）
- 西頓動物記 灰松鼠旗尾（男）
- 花仙子（馬特斯、路基諾）
- 科學探險隊（青年A）
- Z超人（日语：ゼンダマン）（薩拉丁王子、克奴特、馬薩伊、颮人、喬治、貝雷洛馮、格列佛、亞基連斯）
- 凡爾賽玫瑰（夏爾·珂黛（原近衛士隊的炸彈魔，第六話））
- The☆超人力霸王（隊員、南田的助手、工作人員、被死亡花吞噬的男性、科學者A）

1980年
- 宇宙戰士巴魯迪奧斯（1980年—1981年，馬林·雷鋼[25]）
- 宇宙戰艦大和號III（1980年—1981年，坂東平次）
- 湯姆歷險記（奧斯卡）
- 尼爾斯騎鵝旅行記（1980年—1981年，狐狸、白鳥、鳩、旁觀者、甘、兔子、目標 等）
- 時空巡警隊救助超人（日语：タイムパトロール隊オタスケマン）（柯佩爾、羅倫斯、通信員）
- 萬能戰士無比敵（歌羅）
- 無敵機器人 托萊達G7（小山老師）
- 魔法少女拉拉貝爾（椿森夫）
- 天才小釣手（飯田、大橋、敬一、金之助）
- 傳說巨神伊甸王（旁白[26]、伊拉·喬利巴[27]）
- （洛克·霍姆（日语：ロック・ホーム）[28]）

1981年
- 機甲孖寶（日语：めちゃっこドタコン）（崇雄、不良青年、司儀、公車司機、電影館客人、諾波、P-Mega1）
- 汪汪三劍客（1981年—1982年，阿拉美斯）
- 戰國魔神豪將軍（李奧納多·梅迪奇·芬德爾[29]〈芬德爾長官〉）
- 銀河旋風無賴我（1981年—1982年，爆破小子）
- 你好！珊蒂貝爾（日语：ハロー!サンディベル）（馬克·法蘭奇·威靈頓[30]）
- 若草物語（日语：若草の四姉妹）（威廉、喬治）
- 虎面人二世（1981年—1982年，中山一郎、石松記者、馬克、SPI B）
- 太陽之牙達格拉姆（洛伊爾·卡西姆）
- 救難小英雄Yattode（艾比米修斯、猿飛猿助）
- 我們是漫畫家 常盤莊物語（日语：ぼくらマンガ家 トキワ荘物語）（角田次朗）
- 真知子老師（福岡老師、鹿兒島老師）
- 靈犬雪麗（基奧姆老師）
- 甜甜的美妙冒險（日语：ハニーハニーのすてきな冒険）（羅米諾）
- 衝鋒勝平（日语：ダッシュ勝平）（黑木一也）

1982年
- 大口妹（日语：あさりちゃん）（法蘭西斯、山川）
- 仙女座物語（日语：アンドロメダ・ストーリーズ）（亞克）
- 阿波羅之女（珀爾修斯、愛樂西頓、埃涅阿斯）
- 新·根性青蛙
- 戰鬥機甲薩芬格爾（亞瑟·朗克[31]）
- 帕塔利洛（日语：パタリロ!）（洋蔥、班克蘭的部下、廣播旁白、主人王衛兵、時空巡警隊隊員、漢斯、愛迪生、瑞士製作鬧鐘、機場警備隊員、中繼所C通信士、約翰、櫻木一郎、CIA獵人）
- 魔境傳說（拉利）
- The♥南瓜酒（田原正彥、男）
- 銀河烈風幕臣我（真幌羽士郎〈槍手比利〉、卡門18世）
- 心跳今夜（喬）
- 我們的青春阿爾卡迪亞 無限軌道SSX（日语：わが青春のアルカディア）（士兵）
- 猿飛小忍者（日语：さすがの猿飛）（同德隆）
- 新蜜蜂瑪雅歷險記（日语：みつばちマーヤの冒険）（卡爾）

1983年
- 騎士愛我（日语：愛してナイト）（東野[32]）
- 我是一條狗 神犬松五郎（日语：ドン松五郎の生活#テレビアニメ）（刑警B）
- 未來警察浦島人（路德維希[33]）
- 美雪、美雪（村木好夫）
- 青春野球部Nine（日语：ナイン (漫画)）（倉橋永二）
- 奈奈子SOS（日语：ななこSOS）（七尾）
- 特裝機兵多爾巴克（戈梅斯）
- 銀河疾風流離我（洛克·安洛克〈拉鎖洛克〉）
- 超時空鬥士萬年Prime Rose（日语：プライム・ローズ）（塔羅[34]）
- 停止!! 雲雀（海牛文太、川鼻廣、森田健作）
- 無敵三四郎（1983年—1984年，村尾伸次）
- 貓眼三姊妹（1983年—1985年，健、井上明、水上一郎）2系列
- 電腦旅行偵探團（日语：パソコントラベル探偵団）（上帝使者）
- 漫畫日本史（日语：まんが日本史 (日本テレビ)）（豐臣秀賴、間宮林藏）

1984年
- 金肉人（1984年—1985年，傑羅尼莫（日语：ジェロニモ (キン肉マン)）、龍捲小子（日语：スクリュー・キッド））
- Gu-Gu甘莫（日语：Gu-Guガンモ）（西鄉利光）
- 樹熊歷險記（日语：コアラボーイ コッキィ）（韋澤）
- 宗谷物語（日语：宗谷物語）（勇二）
- 雷射戰士雷薩里昂（湯米）
- 雙子鷹（日语：ふたり鷹）（東條鷹）
- 北斗神拳（1984年—1987年，薩姆、雷（日语：レイ (北斗の拳)）[35]）2作品
- 夢戰士WING-MAN（日语：ウイングマン）（部長、黑津）
- 請多指教跑車郎中（日语：よろしくメカドック）（早瀨）
- 藍寶（日语：らんぽう）（湯川、恭四郎、康夫）
- 古堡勇士萊特雅斯（日语：リトル・エル・シドの冒険）（馬丁）

1985年
- 惡魔島的王子 三眼神童（鬼胴[36]）
- 蒼藍流星SPT雷茲納（路·凱因[37]）
- 搞怪拍檔（青年）
- 鄰家女孩（黑木武）
- 高爾夫頑童猿丸（1985年—1988年，變奇、約翰、推銷員）2系列
- 超獸機神斷空我（司馬亮[38]）
- 高校！奇面組（日语：ハイスクール!奇面組）（1985年—1987年，物星大[39]）

1986年
- 宇宙船人馬座（日语：宇宙船サジタリウス）（畢卡索）
- 鬼太郎 (第3作)（1986年—1987年，空狐B、隆、杉作、伊集院、內田）
- 各位同學！心緣的圍巾（日语：生徒諸君!#テレビアニメ）（田村僚一）
- 聖鬥士星矢（1986年—1989年，暗黑仙女座（日语：暗黒聖闘士#ブラックアンドロメダ）、牡羊座穆）
- 七龍珠（1986年—1987年，那姆、天龍）
- Heart Cocktail（日语：ハートカクテル）（他）
- 天威勇士 克羅諾斯的大逆襲（湯瑞姆·史潘瑟）
- 楓葉鎮物語（杜利、安東雷）
- Wonder Beat Scramble（日语：ワンダービートS）（茲達將軍）

1987年
- 超能力魔美（桑特斯）
- 美味大挑戰（真山浩一、青山記者）
- 假面忍者 赤影（香月霞丸[40]）
- 橙路（1987年—1988年，松岡老師、老師A）
- 格林名作劇場（1987年—1988年，阿尼王子、王子）2系列
- 城市獵人（1987年—1988年，幫主、湯姆、崇司、強盗）3系列
- 之後頓珍漢（日语：ついでにとんちんかん）（中東風）
- 陽光普照（日语：陽あたり良好!）（美樹本伸）

1988年
- 奇天烈大百科（1988年—1990年，菲迪皮德斯、喬尼、泰德、若月）
- 麵包超人（牙膏人〈初代〉、熊太〈初代〉）
- 超音戰士Borgman（巴格貝爾斯）
- 變形金剛：超神 Master Force（史迪）
- 你好，我叫敦子（日语：ハーイあっこです）（坂本瞬一）
- 聖魔大戰（一角王）
- 甜蜜小天使 (1988年版)（時久老師）

1989年
- 烏龍少爺（日语：おぼっちゃまくん）（銀行強盗）
- 新仙魔大戰（1989年—1990年，培利·昂斯[41]）
- 手塚治虫物語 我是孫悟空（三藏[42]）
- 比利犬商會（日语：ビリ犬）（青年）

1990年
- 八百八町表裏 化妝師（日语：八百八町表裏 化粧師）（玉三郎）
- 冒險少女娜汀亞（尼奧皇帝[43]）
- 黑色推銷員（能見野新造）

1991年
- 妙妙殭屍（日语：どろろんぱっ!）（米迦勒）

1992年
- 妙廚老爹（江口徹的父親）
- 小巫仙（埃利克、妖精王）
- 神采飛揚（高刀正雄）

1993年
- 龍虎之拳（約翰·葛羅利（日语：ジョン・クローリー））
- 奇蹟☆女孩（倉茂秀明）
- 勇者特急隊（馬博然）
- 美少女戰士R（1993年—1994年，狄曼多王子）

1994年
- 足球風雲（魯迪·艾瑞克〈第2代〉）
- 蠟筆小新（1994年—2000年，肥嘟嘟左衛門〈初代〉）
- 小小男子漢（源義家〈第2代〉）
- 魔法騎士雷阿斯（龍咲海的爸爸）
- 紅色巴隆（柳孔明[44]）

1995年
- 空想科學世界（朱道）
- 快打旋風II V（巴洛克）

1996年
- 蒙面俠蘇洛傳（貝利亞）
- 聖天空戰記（宗義）
- VR快打（我王[45]）

1997年
- 鬼太郎 (第4作)（1997年—1998年，前輩、拉克夏薩、死神）
- 金田一少年之事件簿（狹山恭次）
- 七龍珠GT（三星龍）
- 超魔神英雄傳（1997年—1998年，魯門、劍部阿拉戈特[46]）
- 馬赫GoGoGo (1997年版)（漢德勒）

1998年
- LEGEND OF BASARA（揚羽）
- DT戰士（日语：DTエイトロン）（伊森特伯爵）
- 魔法陣都市（卡諾薩·馬克西米利安）
- 甜蜜小天使 (1998年版)（怪盗福耳）
- 烈火之炎（魔元紗）
- 遊☆戲☆王（夏迪）

1999年
- 數碼寶貝大冒險（惡魔獸）
- 星界的戰旗（杜薩紐）
- 微星小超人（日语：ミクロマン・マグネパワーズ）（綠惡魔）
- 逮捕令（北小路鄉）
- 名偵探柯南（白鳥任三郎〈初代〉）
- 怪獸農場 ～圓盤石的秘密～（日语：モンスターファーム (アニメ)）（蓋瑞）

2000年
- 大嘴鳥（威風警官〈初代〉）
- 捍衛者（福岡康孝）
- 星界的戰旗／II（2000年—2001年，杜薩紐[47]）2系列[i]
- 傀儡師左近（一色星治）

### 電影動畫
1980年
- 火鳥2772：愛的宇宙空間（歌德[48]）

1981年
- 劇場版 宇宙戰士巴魯迪奧斯（馬林·雷鋼[49]）
- 劇場版 機動戰士鋼彈（歐姆·漢格）
- 機動戰士鋼彈II：哀·戰士篇（馬·克貝（日语：マ・クベ））
- 通向夏天的大門（日语：夏への扉 (漫画)）（加百列）

1982年
- 機動戰士鋼彈III：相逢宇宙篇（馬·克貝）
- 劇場版 戰國魔神豪將軍（李奧納多·梅迪奇·芬德爾[50]）
- 千年女王（拉梅特士官B）
- 傳說巨神伊甸王：接觸篇 THE IDEON -A CONTACT-（伊拉·喬利巴）
- 傳說巨神伊甸王：發動篇 -Be Invoked-（伊拉·喬利巴）
- 劇場版 我們的青春阿爾卡迪亞（日语：わが青春のアルカディア）

1983年
- 幻魔大戰（日语：幻魔大戦 (映画)）（江田四郎）
- 劇場版 戰鬥機甲薩芬格爾（亞瑟）
- 劇場版 青春野球部Nine（日语：ナイン (漫画)）（倉橋永二）
- 欣賞職棒享受10倍快樂的方法（日语：プロ野球を10倍楽しく見る方法）（基德（日语：木戸克彦））
- 劇場版 漫畫伊索寓言（日语：まんがイソップ物語 (アニメ映画)）

1984年
- 少年肯尼亞（若木）
- 欣賞職棒享受10倍快樂的方法 PART2（基德）
- 爸爸媽媽再見（日语：パパママバイバイ）（賣花大叔）
- 綿之國星（日语：綿の国星）（貓愛好者〈瑠璃動靜〉）

1985年
- 神劍（真吾[51]）
- 金肉人：逆襲！宇宙隱形超人（日语：キン肉マン 逆襲!宇宙かくれ超人）（傑羅尼莫（日语：ジェロニモ (キン肉マン)））
- 金肉人：愉快的身影！正義超人（日语：キン肉マン 晴れ姿!正義超人）（傑羅尼莫）
- 劇場版 Gu-Gu甘莫（日语：Gu-Guガンモ）（西鄉利光）
- 戰國魔神豪將軍：時之異邦人（李奧納多·梅迪奇·芬德爾[52]）

1986年
- 金肉人：紐約千鈞一髮！（日语：キン肉マン ニューヨーク危機一髪!）（傑羅尼莫）
- 金肉人：正義超人vs戰士超人（日语：キン肉マン 正義超人vs戦士超人）（傑羅尼莫）
- 劇場版 北斗神拳（日语：北斗の拳 (1986年の映画)）（雷（日语：レイ (北斗の拳)）[53]）
- 鄰家女孩：沒有背號的王牌投手（黑木武[54]）
- 劇場版 高校！奇面組（日语：ハイスクール!奇面組#劇場版）（物星大[55]）
- 高爾夫頑童猿丸：超級高爾夫世界的挑戰（變奇製作人）
- RUNNING BOY 星際戰士的秘密（日语：RUNNING BOY スター・ソルジャーの秘密）（野本勝彥）

1987年
- （一文字輝）
- 劇場版 怒吼吧，奔奔（日语：ほえろブンブン）（頭目犬[56]）
- 魯邦三世：風魔一族的陰謀（石川五右衛門（日语：石川五ェ門 (ルパン三世)）[57]）

1988年
- 福星小子 完結篇（日语：うる星やつら 完結篇）（魯帕）
- 銀河英雄傳說：我的征途是星辰大海（巴爾·馮·奧貝斯坦[58]）
- 劇場版 魁!! 男塾（薩·羅亞三世）
- 陽光普照：KA·SU·MI 夢中有你（日语：陽あたり良好!#劇場版アニメ）（美樹本伸）
- 佩約羅家族晉見！（日语：ぴーひょろ一家#OVA）（利亞）

1989年
- 超人力霸王USA（馬克·瓦特金斯）
- 大蜜蜂 HYPER-PSYCHIC-GEO GARAGA（日语：ギャラガ (アニメ映画)）（朗迪）
- 金星戰記（日语：ヴイナス戦記）（度納）
- 聖鬥士星矢：最終聖戰的戰士們（牡羊座穆）
- 變幻退魔夜行 迦樓羅漫舞！奈良怨靈繪卷（日语：カルラ舞う!）（劍持司）

1990年
- CAROL（日语：CAROL (アニメ)）（克拉克·麥克斯威爾）

1991年
- 劇場版 亞爾斯蘭戰記（那爾撒斯）
- 亂馬½：中國寢崑崙大決戰！規則無視的激鬥篇（日语：らんま1/2 中国寝崑崙大決戦! 掟やぶりの激闘篇!!）（麒麟）

1992年
- 劇場版 亞爾斯蘭戰記II（那爾撒斯）

1994年
- 蠟筆小新：不理不理王國的秘寶（莎莉）
- 快打旋風II MOVIE（巴洛克）

1996年
- 蠟筆小新：搞怪遊樂園大冒險（肥嘟嘟左衛門）
- 哆啦A夢：大雄與銀河超特急（巴姆）

1997年
- 蠟筆小新：黑暗珠珠大追擊（拉班達）
- 喀喀喀的鬼太郎 妖怪特快車！魔幻火車（吸血鬼[59]）
- 秀逗魔導士GREAT（葛拉尼歐伯爵的隨扈）
- 哆啦A夢：大雄的發條都市冒險記（托馬斯·羊迪生）
- 名偵探柯南：引爆摩天樓（白鳥刑警[60]）
- 魔法學園露娜！（日语：LUNAR#アニメ映画）（梅菲斯）

1998年
- 蠟筆小新：電擊！豬蹄大作戰（肥嘟嘟左衛門）
- 秀逗魔導士GORGEOUS（梭馮特）
- 名偵探柯南：第十四號獵物（白鳥刑警／白鳥任三郎[61]）

1999年
- 蠟筆小新樂園！Made in 埼玉（肥嘟嘟左衛門）
- 蠟筆小新：爆發！溫泉激烈大決戰（肥嘟嘟左衛門）
- 名偵探柯南：世紀末的魔術師（白鳥警部補）

2000年
- 名偵探柯南：瞳孔中的暗殺者（白鳥警部）

### OVA
1984年
- BIRTH（日语：BIRTH (OVA)）（裘諾貝魯·奇姆）

1985年
- 戰區88（風間真）
- 輕井澤症候群（日语：軽井沢シンドローム）（相澤耕平）
- 裝甲騎兵 最後的紅肩隊（拜曼·哈嘉德）
- 戰鬥吧!! 伊庫薩1（薩·拜歐雷特、大哥爾頓）
- 吸血鬼獵人D（D）
- 貓咪也瘋狂
- 無限地帶23（B·D）

1986年
- 蒼之流星SPT雷茲納（路·凱因）
- 活劇少女偵探團（日语：活劇少女探偵団）
- 加州危機 追擊的槍火（日语：カリフォルニア・クライシス 追撃の銃火）（傑克·瓦洛）
- 湘南爆走族（1986年—1999年，石川晃〈初代〉、江口洋助〈第2代〉）12作品
- 超獸機神斷空我 給死者們的鎮魂歌（司馬亮）
- DELPOWER-X 爆發奇蹟元氣!!（日语：デルパワーX 爆発みらくる元気!!）（茶理世句人）
- 無限地帶23 PARTII 告訴我你·的·秘·密（B.D.）
- Roots Search 食心物體X（日语：ルーツ・サーチ 食心物体X）（史考特）

1987年
- 風與木之詩 三聖頌（奧古斯特·博）
- 戰國奇譚妖刀傳（日语：妖刀伝）（森蘭丸）
- 超獸機神斷空我 GOD BLESS DANCOUGA（司馬亮）
- TWD EXPRESS ROLLING TAKEOFF（日语：TWD EXPRESS#OVA）（“伍爾夫”杜克·史坦）
- TO-Y（TO-Y〈藤井冬威〉）
- 火鳥 宇宙篇（奇崎[62]）
- HELL TARGET（日语：ヘル・ターゲット）（讓·穆勒）
- 機器人公司「明治傀儡文明奇譚 ～紅髮人來襲之卷～」（日语：ロボットカーニバル）（傳次郎）

1988年
- 惡魔新娘 蘭之組曲（日语：悪魔の花嫁）（大庭要）
- 學園便利屋系列 古色古香的心（日语：学園便利屋）（松田）
- 吸血姬美夕（拉瓦）
- 銀河英雄傳說（巴爾·馮·奧貝斯坦（日语：パウル・フォン・オーベルシュタイン）[63]）
- 哭泣殺神（舘岡眺湖）
- 現世守護神 佩約羅家族（日语：ぴーひょろ一家）（利亞）
- 裝甲騎兵波德姆茲 紅肩隊記錄 野心的根源（拜曼·哈嘉德）
- TOKYO VICE（日语：トウキョウ・バイス）（名枯山明）
- 瑪丹娜 炎之老師（日语：マドンナ (漫画)）（醍醐）
- 冥王計劃傑歐萊馬（塞臥）

1989年
- 天使夜未眠（日语：アーシアン）（蘆野博士）
- 怪力少女（R·田中一郎）
- ARIEL（1989年—1991年，艾伯特·豪瑟）
- 超獸機神斷空我 白熱之終章（司馬亮）
- 敵人是海賊 ～貓咪們的饗宴～（日语：敵は海賊〜猫たちの饗宴〜）（海爾貝爾特·卡茲）
- 風魔小次郎（妖水[64]）
- 妖魔（日语：妖魔 (漫画)）（魔狼）

1990年
- 星座宮神話（日语：アリーズ）（宙斯／泉圭介）
- 變幻退魔夜行 迦樓羅漫舞！仙台小芥子怨歌（日语：カルラ舞う!）（劍持司）
- 電腦都市OEDO808（日语：電脳都市OEDO808）（辯天〈美林·柳川〉）
- 天外魔境 Ziria 自來也朧變（大蛇丸）
- 變形金剛Z（音速邦帕）

1991年
- 究極超人R（日语：究極超人あ〜る）（R·田中一郎）
- 帝都物語（辰宮洋一郎）
- 黑暗司法官Judge（日语：ジャッジ (漫画)）（逢魔法一郎）

1992年
- 間之楔（伊阿宋·敏克）
- 潮與虎（圓）
- 變色龍（日语：カメレオン (漫画)）（椎名雄二）
- 機神兵團（日语：機神兵団）（漢斯·林格）
- 幻想敘譚艾爾西亞（日语：幻想叙譚エルシア）（非爾基斯）
- D-1 DEVASTATOR（日语：D-1 DEVASTATOR）（尤力·佐雷夫）
- 新夢幻獵人麗夢 殺戮的夢幻迷宮（日语：ドリームハンター麗夢）（朱立安）

1993年
- 亞爾斯蘭戰記 東之城、西之城（那爾撒斯）
- 亞爾斯蘭戰記 汗血公路（那爾撒斯）
- 假面騎士SD（影月（日语：シャドームーン））
- Dragon Half（日语：ドラゴンハーフ）（羅薩利歐）
- 魔物獵人妖子3（美龍）
- 魔法公主 明琪桃子 跨越夢想之橋（日语：魔法のプリンセス ミンキーモモ）（大學生）

1994年
- GATCHAMAN（伯格·卡契）
- 刃牙（鎬昂昇）
- 幽幻怪社（中杉徹）

1995年
- 亞爾斯蘭戰記 征馬孤影（那爾撒斯）
- 新海底軍艦（影山貢〈副長時代〉）
- 人間革命（日语：人間革命）（山本伸一）
- Lesson XX（日语：Lesson XX）（正人）

1996年
- 秀逗魔導士SPECIAL（韋斯特）
- 鬥神傳（日语：闘神伝）（杜克·巴爾泰美·朗巴特）
- 爆笑吸血鬼（薛定諤博士）

1997年
- AIKa（魯道夫·哈根）
- 電腦戰隊VOOGIE'S★ANGEL（日语：電脳戦隊ヴギィ'ズ★エンジェル）（雷歐·庫格）

1998年
- 火宵之月 ～秋狂言～（日语：火宵の月）（文觀）
- 支配者的黃昏 TWILIGHT OF THE DARK MASTER（日语：支配者の黄昏）（工藤）
- 魔界轉生（田宮坊太郎）

1999年
- 思春期美少女合體機器人Z-Mind（日语：思春期美少女合体ロボ ジーマイン）（司令官）

2000年
- 安琪莉可 ～純白羽翼回憶錄～（日语：アンジェリーク 天空の鎮魂歌）（闇之守護聖克拉維斯）

### 遊戲
2001年以降的所有作品都使用生前錄製的語音存檔演出。
1989年
- 天外魔境 ZIRIA（大蛇丸）

1991年
- 夢幻戰士IV（加爾基亞）
- 創世紀6 虛假先知（查克魯斯）[注 1]
- 時空異變 迎向時間的夾縫（日语：エグザイル (ゲーム)）（桑德勒）
- 電腦都市OEDO808 獸之屬性（日语：電脳都市OEDO808）（辯天〈美林·柳川〉）
- SOL-FEACE（日语：ソル・フィース）（艾瑞克·威廉斯、旁白）[注 2]
- DOWNLOAD 2（席德）
- 龍騎士III（日语：ドラゴンナイト）（旁白）[注 3]
- BURAI 八玉勇士傳說（日语：BURAI (ゲーム)）（幻左京）
- 夢幻模擬戰（黑暗王子波贊魯）

1992年
- 時空異變II 邪念事象（桑德勒）
- Star Control II（日语：スターコントロール）（阿里勞拉雷、惡棍、史帕庫斯、葉哈特、梅爾諾姆、秀菲克斯提）
- SNATCHER（日语：スナッチャー）（蘭達姆·哈吉爾、艾利亞·馬度納、伊旺·羅德里奎茲）
- SPRIGGAN Mark2（日语：スプリガン mark2）（馬比上尉）
- 英雄傳說II（弗拉德）[注 3]
- 龍騎士II（日语：ドラゴンナイト）（旁白）[注 3]
- BABEL（日语：BABEL (ゲーム)）（傑立可、米拉瓦）
- BURAI II 暗黑皇帝的逆襲（幻左京）

1993年
- 天外魔境 風雲歌舞伎傳（日语：天外魔境 風雲カブキ伝）（大蛇丸）
- 天使之詩II 墮落天使的選擇（拉米亞）
- D-1 DEVASTATOR（日语：D-1 DEVASTATOR）（尤力·茲波雷夫）

1994年
- EMERALD DRAGON（日语：エメラルドドラゴン）（奧斯特拉康）[注 4]
- 風之傳說世外桃源（日语：風の伝説ザナドゥ）（諾斯）
- CAL3 完結篇（旁白）[注 3]
- 機動戰士鋼彈 EX REVUE（日语：機動戦士ガンダム (対戦型格闘ゲーム)#機動戦士ガンダム EX-REVUE）（馬·克貝（日语：マ・クベ））
- 出擊飛龍（飛龍）[注 3]
- SOL MOONARGE（日语：ソル・モナージュ）（斯魯巴）
- 龍騎士&塗鴉（旁白）
- 魔法氣泡CD（媽咪）
- BLOOD GEAR（拉克·艾丁·毫瓦）
- POLICENAUTS（日语：ポリスノーツ）（托尼·雷德伍德）
- 夢幻模擬戰II（波贊魯）

1995年
- 安琪莉可Special（日语：アンジェリーク）（闇之守護聖克拉維斯）
- 風之傳說世外桃源II（日语：風の伝説ザナドゥ）（諾斯）
- 機動戰士鋼彈（日语：機動戦士ガンダム (セガサターン)）（馬·克貝）[注 5]
- 黑之斷章（日语：涼崎探偵事務所ファイル）（杜松利明）
- 雙截龍（吉米·李、阿蒙）
- Dragoon Might（日语：ドラグーンマイト）（大和、鐵假面、雷庵）
- 幻想傳奇（達歐斯）
- 天外魔境 真傳（大蛇丸）
- 鬥神傳S（日语：闘神伝）（杜克·巴爾泰美·朗巴特）
- 鬥神傳2（日语：闘神伝）（杜克·巴爾泰美·朗巴特）

1996年
- 安琪莉可Special2（日语：アンジェリークSpecial2）（闇之守護聖克拉維斯）
- 機動戰士鋼彈 ver.2.0（日语：機動戦士ガンダム (プレイステーション)）（強·約翰[65]、馬·克貝、穆里根[65]）
- 銀河英雄傳說（巴爾·馮·奧貝斯坦（日语：パウル・フォン・オーベルシュタイン））[注 5]
- COBRA THE SHOOTING（吉普西度戈）
- 新超級機器人大戰（日语：新スーパーロボット大戦）（司馬亮、路·凱因）
- 快打旋風EX（日语：ストリートファイターEX）（凱利（日语：カイリ (ストリートファイター)））
- 鬥神傳3（日语：闘神伝）（杜克·巴爾泰美·朗巴特）
- BS勇者鬥惡龍
- NOT TREASURE HUNTER（日语：NOT TREASURE HUNTER）（卡爾美斯·威修巴恩）
- 神奇物語FX（日语：ファーランドシリーズ）（迪瓦）
- 魔法氣泡CD通（日语：ぷよぷよ通）（媽咪、呼呼呼）
- MAGICOAL（日语：マジクール）
- Last Bronx -東京番外地-（日语：ラストブロンクス -東京番外地-）（稻垣丈）
- 夢幻模擬戰III（日语：ラングリッサーIII）（阿魯特謬拉、泡爾）

1997年
- 銀河英雄傳說 PLUS（巴爾·馮·奧貝斯坦）
- 浮游大陸傳記（斯萊澤）
- 黑之斷章（杜松利明）[注 5]
- 光明與黑暗3三部曲：王都的巨神（諾恩）
- 私立正義學園 LEGION OF HEROES（忌野雹[66]）
- 超級機器人大戰F（李奧納多·梅迪奇·芬德爾、司馬亮）
- 龍騎士4（路西芬、亡靈巫師）
- 熱砂之惑星（喬）
- 方塊AT（杜克·巴爾泰美·朗巴特）
- 魔城戮戰 ～四個封印～（黑騎士、迪瓦）
- FEDA 2（日语：フェーダ）（哈維·溫斯頓）
- 夢幻模擬戰IV（波贊魯）
- 魔法學園露娜！（日语：LUNAR さんぽする学園）（孟菲斯）

1998年
- 安琪莉可 天空的鎮魂曲（日语：アンジェリーク 天空の鎮魂歌）（闇之守護聖克拉維斯）
- SD鋼彈 G世代（1998年—2001年，馬·克貝、布蘭德·弗瑞茲）4作品[注 6]
- 來玩下墜遊戲吧！電擊建設（博士）
- 火星物語（日语：火星物語）（奇異鳥25世）
- 機動戰士鋼彈 基連的野望（日语：機動戦士ガンダム ギレンの野望）（馬·克貝）
- 聖騎士之戰（薩度-1（日语：ザトー＝ONE）、光頭博士（日语：Dr.ボルドヘッド））
- 銀河英雄傳說（巴爾·馮·奧貝斯坦）[注 7]
- 光明與黑暗3三部曲：被狙擊的神之子（諾恩）
- 光明與黑暗3三部曲：冰壁的邪神宮（諾恩、亞羅杭特）
- 超級機器人大戰F 完結篇（馬·克貝、伊拉·喬利巴、（李奧納多·梅迪奇·芬德爾、司馬亮）
- 永遠在一起（三條真、海老原健一）
- 快打旋風EX2（凱利、巴洛克）
- 超魔神英雄傳 ANOTHER STEP（日语：超魔神英雄伝ワタル ANOTHER STEP）（劍部阿拉戈特）
- 鬥神傳卡片遊戲（日语：闘神伝）（杜克·巴爾泰美·朗巴特）
- 虹色閃爍 ～咕嚕咕嚕大作戰～（達克斯）
- 夢幻奇緣（席翁·凱納斯）
- 正邪幻想史（日语：ブラックマトリクス）（蓋烏斯）[注 5]
- 潛龍諜影（機械忍者／葛瑞·福克斯（日语：グレイ・フォックス））

1999年
- Silent Bomber（日语：サイレントボマー）（貝諾瓦）
- 私立正義學園 熱血青春日記2（忌野雹）
- 超級機器人大戰完全版（馬·克貝、李奧納多·梅迪奇·芬德爾、里謝爾·葛瑞諾、克朗普、卡姆蘭·布魯姆）
- 鬥神傳 昴（日语：闘神伝）（杜克·巴爾泰美·朗巴特）
- 正邪幻想史AD（蓋烏斯）[注 8]
- 龍騎士傳說（日语：レジェンド オブ ドラグーン）（梅爾布·夫拉瑪）

2000年
- RPG Maker 2000 示例遊戲『花嫁之冠』（魔王）
- 機動戰士鋼彈 基連的野望 吉翁的系譜（日语：機動戦士ガンダム ギレンの野望 ジオンの系譜）（馬·克貝）
- 聖騎士之戰X（日语：GUILTY GEAR X）（Zato-1）
- 決戰（日语：決戦 (コーエー)）（大谷吉繼）
- 超級機器人大戰α（馬·克貝、克朗普、司馬亮）
- 快打旋風EX3（凱利、巴洛克）
- 永恆傳奇（傑古路斯）
- Punch Mania 北斗神拳（日语：パンチマニア 北斗の拳）（雷）
- Punch Mania 北斗神拳2（雷）
- 勇者之光 純白的預言者（阿爾貝里克·克洛伊茲菲爾德）
- 正邪幻想史+（蓋烏斯）[注 7]
- 北斗神拳 世紀末救世主傳說（日语：北斗の拳 世紀末救世主伝説）（雷）
- 名偵探柯南 三人的名推理[[[Wikipedia:格式手册/链接#章節|錨點失效]]]（白鳥任三郎）
- 燃燒吧！正義學園（忌野雹）

2001年
- 超級機器人大戰α for Dreamcast（馬·克貝、克朗普、司馬亮）
- 超級機器人大戰α外傳（司馬亮）
- 潛龍諜影2 自由之子

2002年
- 超級機器人大戰IMPACT（日语：スーパーロボット大戦IMPACT）（司馬亮）
- 世界傳奇 魔幻迷宮2（日语：テイルズ オブ ザ ワールド なりきりダンジョン2）
- 經典傳奇 Vol.1（日语：テイルズ オブ ファンダム Vol.1）（傑古路斯）

2003年
- 超級機器人大戰Scramble Commander（日语：スーパーロボット大戦Scramble Commander）（司馬亮）
- 第2次超級機器人大戰α（李奧納多·梅迪奇·芬德爾）

2004年
- 蠟筆小新：呼風喚雨的電影樂園大冒險！（日语：クレヨンしんちゃん 嵐を呼ぶ シネマランドの大冒険!）（肥嘟嘟左衛門）
- 超級機器人大戰GC（日语：スーパーロボット大戦GC）（馬·克貝、司馬亮、路·凱因、克朗普）

2005年
- 第3次超級機器人大戰α 終焉之銀河（伊拉·喬利巴、李奧納多·梅迪奇·芬德爾、司馬亮）
- 時空幻境 魔幻迷宮3（日语：テイルズ オブ ザ ワールド なりきりダンジョン3）

2006年
- 超級機器人大戰XO（日语：スーパーロボット大戦GC）（馬·克貝、司馬亮、路·凱因、克朗普）

2007年
- 超級機器人大戰Scramble Commander the 2nd（日语：スーパーロボット大戦Scramble Commander the 2nd）（司馬亮）

2008年
- 蠟筆小新：呼風喚雨的電影樂園大挑戰！（日语：クレヨンしんちゃん 嵐を呼ぶ シネマランド カチンコガチンコ大活劇!）
- 任天堂明星大亂鬥X（機械忍者）
- 潛龍諜影4 愛國者之槍（機械忍者）

2011年
- 第2次超級機器人大戰Z 破界篇／再世篇（2011年—2012年，司馬亮）2作品

2013年
- 超級機器人大戰Operation Extend（馬·克貝、司馬亮、路·凱因）

2014年
- 蠟筆小新：呼風喚雨春日部電影明星！（日语：クレヨンしんちゃん 嵐を呼ぶ カスカベ映画スターズ!）（肥嘟嘟左衛門）

2018年
- 超級機器人大戰X-Ω（日语：スーパーロボット大戦X-Ω）（司馬亮）
- 任天堂明星大亂鬥 特別版（機械忍者）

2022年
- 超級機器人大戰30（司馬亮）[注 9]

### 廣播劇CD
1981年
- 戰國魔神豪將軍 在黑暗中變得美麗（芬德爾）

1983年
- 惡魔花嫁（日语：悪魔の花嫁） 形象專輯（惡魔）

1984年
- 兒童文學世界 第1集[注 10]
- 在那之後的戰國魔神豪將軍（芬德爾）

1987年
- 戰鬥吧!! 伊庫薩1 PART-2（旁白）

1987年
- ARIEL（艾伯特·豪瑟）
- 究極超人R（日语：究極超人あ〜る）系列（R·田中一郎、成原彰）
  - 究極超人
  - 究極超人 vol.2
  - 究極超人 SPECIAL
- 吸血鬼獵人 旅程之風D（D）

1988年
- （青比古）
- ARIEL2 幻影侵略（艾伯特·豪瑟）
- 假面忍者 赤影 大公開!! 忍術武芸帳 唱歌與物語（霞丸）
- 喀邁拉·吼（日语：キマイラ・吼）系列 幻獸少年喀邁拉（久鬼麗一）
- 足球小將翼 復活！黃金組合之卷（路易·拿破崙）
- 聖鬥士星矢 卡式錄音帶書（牡羊座穆、暗黑仙女座（日语：暗黒聖闘士#ブラックアンドロメダ））
  - 集英社卡式錄音帶漫畫系列 聖鬥士星矢 在任何星空下
  - 集英社卡式錄音帶漫畫系列 聖鬥士星矢 黃金十二宮 ＜前篇＞
  - 集英社卡式錄音帶漫畫系列 聖鬥士星矢 黃金十二宮 ＜後篇＞
- 夏季魔術（立花和彥）
- 吸血鬼獵人 D-妖殺行（D）
- 變幻退魔夜行 迦樓羅漫舞！奈良怨怨靈繪卷（日语：カルラ舞う!）（劍持司）[注 10]
- 未來放浪加爾汀（日语：未来放浪ガルディーン） 大歌劇（T-178加爾汀）
- Arrange Sound From 羅德斯島戰記 ～灰色的魔女～（斯雷因（日语：スレイン・スターシーカー））
- （茅野遙）[注 10]

1989年
- 間之楔（伊阿宋·敏克）
- 喀邁拉·吼（日语：キマイラ・吼）系列 幻獸少年喀邁2（久鬼麗一）[注 10]
- 金田一耕助的冒險2 怪獸男爵（日语：金田一耕助の冒険）（史郎）
- 集英社卡式錄音帶漫畫系列 魁!! 男塾2 死鬥！冥凰島決勝總決賽（恩們）[注 10]
- 羅德斯島戰記 眩惑之魔石（斯雷因）[注 11]
- 羅德斯島戰記2 宿命的魔術師（斯雷因）[注 11]

1990年
- 星座宮神話（日语：アリーズ）（宙斯／泉圭介）
- INFERIUS惑星戰史外傳 CONDITION GREEN（日语：インフェリウス惑星戦史外伝 CONDITION GREEN）（陽·諾威拉姆）
- 王家的紋章（伊茲密王子）
- 風之大陸（日语：風の大陸） 第一部（旁述）
- 新仙魔大戰大百科（貝瑞·奧茲）
- animate卡式錄音帶精選（日语：アニメイトカセットコレクション） 超獸機神斷空我（司馬亮）
- 龍槍戰記 1—8（雷斯特利）[注 10]
- 星座宮神話（日语：アリーズ）（宙斯／泉圭介）
- 吸血鬼獵人系列（D、劇情解說）
  - 吸血鬼獵人 D-北海魔行I -前往北海-
  - 吸血鬼獵人 D-北海魔行II -夏天快來了-
  - 吸血鬼獵人 D-北海魔行III -如果冬天到來-
- 冥王計劃傑歐萊馬「大冥界」（塞臥）

1991年
- 亞爾斯蘭戰記（那爾撒斯）
- 風之大陸（日语：風の大陸） 第二部 被詛咒的小鎮（奧·托巴蒂耶〈蒂耶〉）
- 究極超人R（日语：究極超人あ〜る）系列（R·田中一郎）
  - 究極超人R 真夏一夜漬
  - 究極超人R BOX
- CD劇場 勇者鬥惡龍II（日语：CDシアター ドラゴンクエスト）（賽瓦〈惡魔神官〉）
- 新撰組異聞 蒼狼們的神話1 天動（土方歲三）
- 迪士尼兒童樂園系列
  - 101忠狗（彭哥）
  - 維尼熊與蜂蜜（哥法）
- 迪士尼古典故事系列（解說）
  - 三隻小豬
  - 小飛象
  - 維尼熊與蜂蜜（哥法）
  - 白雪姫
  - 愛麗絲夢遊仙境
  - 灰姑娘
  - 睡美人（菲利浦王子）
  - 小姐與流氓（吉姆先生）
  - 彼得潘
  - 101忠狗（彭哥）
  - 小鹿斑比
  - 木偶奇遇記（男A）
- 巴賽特英雄傳埃爾弗斯（日语：ひかわ玲子） 2 天空的神火 後篇（伊爾利）[注 10]

1992年
- 亞爾斯蘭戰記【第2部】1 假面兵團（那爾撒斯）
- 亞爾斯蘭戰記【第2部】2 旌旗流轉（那爾撒斯）
- ARIEL3 野良流浪無人戰艦的恐怖（艾伯特·豪瑟）
- 新撰組異聞 蒼狼的神話2 淺蔥色的黎明（土方歳三）
- CD廣播劇精選集 三國志（日语：CDドラマコレクションズ 三國志）系列（諸葛亮孔明）
  - 一、諸葛亮孔明之卷 
  - 二、趙雲子龍之卷 
  - 三、曹操孟德之卷 
  - 四、諸葛亮孔明之卷II
- 巴賽特英雄傳埃爾弗斯（日语：ひかわ玲子） 3&4 灼熱的大地 前後篇（伊爾利）[注 10]

1993年
- 間之楔 DARK-EROGENOUS（伊阿宋·敏克）
- 動畫原聲卡拉OK 3 究極超人R（日语：究極超人あ〜る）（R·田中一郎）
- 星座宮神話 永遠的約定（日语：アリーズ）（宙斯／泉圭介）
- 亞爾斯蘭戰記3&4（那爾撒斯）
- 新吸血姬美夕 西洋神魔篇 專輯劇場1—6（拉瓦）
- 新撰組異聞 蒼狼的神話 音樂特輯 誠 TRUTH（土方歳三）
- 桑田乃梨子原聲專輯 （御堂維太郎）
- CD劇場精選集 三國志系列（諸葛亮孔明）
  - 五、關羽雲長之卷 
  - 六、周瑜公瑾之卷 
  - DX1 結集篇 五虎龍鳳之卷
  - DX2 三國志滿漢全席特輯
- 新·明解Dragon Half（日语：ドラゴンハーフ）（羅薩利奧）

1994年
- 電擊CD文庫 侍魂（天草四郎時貞（日语：天草四郎時貞 (サムライスピリッツ)））
  - 侍魂 其之一 邪神復活之卷
  - 侍魂 其之二 秘寶流轉之卷
  - 侍魂 其之三 劍魔大戰之卷
- CD劇場精選集 三國志系列（諸葛亮孔明）
  - 七、呂布奉先之卷 
  - 八、劉備玄德之卷 
  - DX3 浪漫篇 西元前200年輪舞曲
  - DX4 三國志滿漢全席GREAT
  - DX5 三國志滿漢全席BLACK
  - CD月曆 三國志1
- Sword World SFC（日语：ソード・ワールドSFC） 遠古巨人傳說序幕（薩雷姆）
- CD廣播劇 天外魔境(1) 風雲歌舞伎傳 美國人異聞 凱旋公開！歌舞伎傳顛末記（日语：天外魔境 風雲カブキ伝#ドラマCD）（大蛇丸）
- 人間俱樂部（日语：人間倶楽部）（艾雷克斯·韓）
- BASARA外傳TATARA（揚羽）
- 炎之蜃氣樓 這一夜翅膀（毛利輝元、廣播）

1995年
- 魔域幽靈獵人 魔域幽靈之夜 歡笑祭典（德米特里·馬克西莫夫）[注 10]
- 亞爾斯蘭戰記 征馬孤影 上&下（那爾撒斯）
- 安琪莉可 你眼中的夢天使（闇之守護聖克拉維斯）
- 王都妖奇譚（日语：王都妖奇譚）（橘影連）
- 風之傳說世外桃源II 女主角們的生日（日语：風の伝説ザナドゥ）（諾斯）
- 天馬之血族 Vol.1—6（依斯邁）
- 金環蝕 山藍紫姬子的世界（日语：山藍紫姫子）（卡特·法格蘭斯）
- 花鎮之饗 山藍紫姬子的世界II（日语：山藍紫姫子）（藤代篠夫）
- 空想科學世界 銀之謝肉祭（朱道）
- THE DARK BLUE（日语：山藍紫姫子）（奧利維爾·謝里丹）
- CD廣播劇精選集 三國志（日语：CDドラマコレクションズ 三國志）系列（諸葛亮孔明）
  - 諸葛亮征嵐傳 一之卷
  - 諸葛亮征嵐傳 二之卷
  - 諸葛亮征嵐傳 三之卷
  - 諸葛亮征嵐傳 四之卷
  - 三國志滿漢全席拾參 ～The 點心～（第二部全卷購入者特典）
  - CD月曆 三國志2
  - CD月曆 三國志3
  - CD月曆 三國志4
- 真侍魂 霸王丸地獄變（天草四郎時貞）
- TARAKO PAPPARA PARADISE（諾斯）
- 南國少年奇小邪 DX-∞（DULUXE無限大） ～我們一直是朋友！～（魯撒）
- Falcon Special BOX（日语：ファルコムスペシャルBOX） '95 CD廣播劇 風之傳說世外桃源II（日语：風の伝説ザナドゥ）（諾斯）
- 羅德斯島戰記 風與炎之魔神（亞斯莫〈1、2、4卷〉）
- 妖魔封印系列（西魯菲爾）

1996年
- 魔域幽靈獵人 Darkness Mission ～特選奶油醤油味（戴米里·馬克西莫夫）
- 安琪莉可外傳 無限音階 Vol.1—4（闇之守護聖克拉維斯）
- 金田一少年之事件簿 惡魔組曲殺人事件（夏岡猛彥）
- CD廣播劇精選集 三國志（日语：CDドラマコレクションズ 三國志）系列（諸葛亮孔明）
  - DX6 （超）三國志滿漢全席 放浪戰隊BROTHER FIVE
  - DX7 三國志滿漢全席FOREVER
- 史坦利·霍克之事件簿 山藍紫姬子的世界III（日语：山藍紫姫子）（碇操）
- 聖魔傳（勞瑞斯）
- 鬥神傳（日语：闘神伝） -BEFORE STAGE- Vol.1 & 2（杜克·巴爾泰美·朗巴特）
- 夢幻遊戲 永遠我愛（天罡）
- La Vie en Rose（日语：山藍紫姫子）（大鳥登）
- （旁白、艾波爾）

1997年
- 快打旋風EX（日语：ストリートファイターEX） 廣播劇CD（凱利（日语：カイリ (ストリートファイター)））
- Strawberry Decadent（尾花澤政嗣）
- 卒業M（日语：卒業M） 廣播劇CD（川添遙）
- 鐵腕女警 CD電影院特集 文化學校特別版（R·田中一郎）

1998年
- 新潮CD 赤髪組合 歇洛克·福爾摩斯（斯伯丁）
- 安琪莉可外傳2 緋之輪郭 Vol.1—4（闇之守護聖克拉維斯）
- Weiß kreuz Dramatic Collection II ENDLESS RAIN（桔梗）
- 有聲故事 火宵之月 ～死反珠～
- 私立正義學園 劇場專輯 ～被狙擊的太陽學園 熱血死鬥篇～（忌野雹）
- 快打旋風EX2 廣播劇CD（凱利）
- 電腦戰隊VOOGIE'S★ANGEL外傳（日语：電脳戦隊ヴギィ'ズ★エンジェル） 前進吧！超級☆天使們！其之六 離家出走的蕾貝卡（雷歐·庫格、巴頓）
- 夢幻奇緣 Drama CD Special（席翁·凱納斯）
- Wonder BOY ～My Dear Wonder～（日语：秋月こお）（百地紅雪）

1999年
- 危險的薔薇與百合園（瀨川伶司）
- 危險的幸福超番外篇（瀨川伶司）
- Weiß kreuz Dramatic Precious（桔梗）
- 戰國魔神豪將軍 電視版（殿堂Twin系列2）（李奧納多·梅迪奇·芬德爾）
- 幻想傳奇（達歐斯）
- 博士×拳擊手 拳擊手變成狗（凱因）
- 廣播劇CD 星之Pilot（日语：星のパイロット）（維多）
- 奈奈子SOS（日语：ななこSOS）音樂篇 劇場篇1—2（殿堂Twin系列12）（七尾）
- ROMANTIST TASTE（青山麻文）

2000年
- 分析師的憂鬱系列（鷲崎勳）
- 安琪莉可外傳3 禁域之鏡 Vol.1—4（闇之守護聖克拉維斯、凱因）
- （亨里希·邁耶）
- 鹽澤兼人MEMORIAL 間之楔／爪紅（伊爾森 等）
- 私立正義學園 Adventure 劇場專輯 ～被狙擊的太陽學園 熱血偵探篇～（忌野雹）
- 博士×拳擊手 博士飼養了一隻狗（凱因）
- 博士×拳擊手 演員將扮演一隻狗（凱因）
- 數碼寶貝大冒險 好對手歌曲檔案（惡魔獸）

2001年
- 幻想傳奇 變裝迷宮（日语：テイルズ オブ ファンタジア なりきりダンジョン） -月之章-（達歐斯）

2002年
- 如雨 Live in Drama Theater May 2002 ～鹽澤兼人追思公演～
- 單獨談話
- KOEI BEST SELECTION（闇之守護聖克拉維斯）
  - KOEI BEST SELECTION 王都妖奇譚
  - KOEI BEST SELECTION 王都妖奇譚 ～妖星～ 後篇
  - KOEI BEST SELECTION 王都妖奇譚 ～妖星～ 前篇
  - KOEI BEST SELECTION 王都妖奇譚 ～化石之海～
- 廣播劇CD Tales Ring archive EPIC TWO ～飛翔的英雄～（達歐斯）

### 外語配音

#### 電影
- 荒野大鏢客（安東尼奧·巴克斯特〈布魯諾·卡洛特努托（英语：Bruno Carotenuto）〉）※TBS新錄製版。
- 棒球天使（大衛·蒙塔涅〈泰勒·內格朗（英语：Taylor Negron）〉）
- 現代啟示錄（蘭斯·B·約翰遜〈山姆·博頓斯（英语：Sam Bottoms）〉）※日本電視台版。
- 邦妮和克萊德：真實故事（英语：Bonnie & Clyde: The True Story）（W·D·瓊斯）
- 烈火戰車（安德魯·林賽〈尼格爾·哈維斯〉）※TBS版[注 12]。
- DA（英语：Da (film)）（年輕時的奧利弗）※JAL機內上映版。
- 從海底出擊（烏耳曼少尉〈馬丁·梅（英语：Martin May (actor)）〉）※富士電視台版。
- 三角洲部隊3：殺戮遊戲（英语：Delta Force 3: The Killing Game）（理查〈馬修·潘（英语：Matthew Penn）〉）※VHS版。
- 橋（英语：Die Brücke (film)）（于爾根·博爾切特〈法蘭克·葛勞勃瑞希特〉）※TBS版。
- 剪刀手愛德華（剪刀手愛德華〈強尼·戴普〉）※影碟版。
- 回到未來續戰篇（英语：Eliminators (1986 film)）（高田邦〈塔德·霍里諾（英语：Tad Horino）〉）[注 12]
- 方托馬斯（館內廣播）
- 第一滴血（米奇·羅傑斯〈大衛·卡羅素〉）※TBS版[注 13]。
- 精武門（精武門弟子〈劉永〉）※朝日電視台版[注 14]。
- 弗萊騙局（英语：Frauds (film)）（喬納森·惠茨〈雨果·威明〉）※VHS版。
- 雷霆穿梭人（英语：Freejack）（艾力克斯·化朗〈艾米利奧·艾斯特維茲〉）※VHS版。
- 十三號星期五4（英语：Friday the 13th: The Final Chapter）（道格〈彼得·巴頓（英语：Peter Barton）〉）※日本電視台版。
- 十三號星期五5（英语：Friday the 13th: A New Beginning）（湯米〈約翰·舍菲德（英语：John Shepherd (actor)））※朝日電視台版。
- Girls（英语：Girls (1980 film)）（伯納德〈克里斯托弗·布塞耶（英语：Christophe Bourseiller）〉）※東京電視台版。
- 小精靈2（郵差〈雷蒙·克魯茲〉）
- 我們的故事，不要他們告訴保姆（英语：Histórias Que Nossas Babás não Contavam）（王子）
- 機飛總動員（英语：Hot Shots!）（吉姆·“洗掉”·普法芬巴赫〈喬恩·克萊爾〉）※影碟版。
- 大熊傑克（英语：Jack the Bear）（諾曼·斯特里克〈蓋瑞·辛尼茲〉）
- 大白鯊2 ※日本電視台版[注 15]。
- 美國小子（英语：Lucas (film)）（卡比〈查理·辛〉）※電視播出版[注 12]。
- 冰上奇蹟（英语：Miracle on Ice (1981 film)）（克雷格〈斯蒂夫·古根伯格〉）
- 逍遙青春（英语：Mrs. Brown, You've Got a Lovely Daughter (film)）（赫曼·特利〈彼得·努恩（英语：Peter Noone）〉）※朝日電視台版。
- 好奇心（英语：Murmur of the Heart）
- 美國往事（少年時期的麥克斯〈羅斯提·雅各布斯（英语：Rusty Jacobs）〉）※朝日電視台版。
- 殺人鯨（肯〈羅伯特·卡拉丁〉）※TBS版[注 16]。
- 從前有個傻子特工（日语：ワンス・アポン・ア・スパイ）（傑克·謝諾特〈泰德·丹森〉）
- 凡夫俗子 ※朝日電視台版。
- 巴頓將軍 ※日本電視台新錄製版。
- 此路不通（罗马尼亚语：Pe aici nu se trece）（希拉里奧）
- 鬼哭山河（英语：Prison (1987 film)）（伯克／查利·福西泰〈維果·莫天森〉）※東京電視台版[注 12]。
- 乾柴烈火（英语：Pyrates）（利亞姆〈布魯斯·培恩〉）
- Q&A（英语：Q&A (film)）（法蘭西斯·"Al"·萊利〈提摩西·荷頓〉）※影碟版。
- 復活島（英语：Rapa-Nui (film)）（諾羅〈傑森·史考特·李〉）※影碟版。
- 突破25馬赫（英语：SpaceCamp）（凱文·唐納森〈塔特·多諾萬〉）※朝日電視台版。
- 星際大戰四部曲：曙光乍現（魏吉·安地列斯（英语：Webge Antilles）〈丹尼士·勞森（英语：Denis Lawson）〉）※日本電視台新錄製版。
- 星際大戰五部曲：帝國大反擊（路克·天行者〈馬克·漢米爾〉）※朝日電視台版。
- 狠將奇兵（小鳥〈史東納·傑克森（英语：Stoney Jackson）〉）※富士電視台版。
- 鐵血軍營
- 電腦神童（英语：The Computer Wore Tennis Shoes）（德克斯特·賴利〈寇特·羅素〉）※富士電視台版。
- 翡翠森林（英语：The Emerald Forest）（湯米〈查理·布曼（英语：Charley Boorman）〉）※朝日電視台版。
- 畢業生（學生3）※TBS版[注 17]
- 碧血長天（第1步兵師第2遊騎兵營隊隊員〈湯米·桑德斯（英语：Tommy Sands (American singer)）〉）※日本電視台版。
- 布偶占領曼哈頓（英语：The Muppets Take Manhattan）（羅尼·克勞福德〈羅尼·普萊斯〉）※CBS／FOX（英语：20th Century Studios Home Entertainmen）版。
- 芝加哥打鬼（英语：The Return of the Living Dead）（楚克〈約翰·費爾賓（英语：John Philbin））※日本電視台版。
- 歌聲淚痕（英语：The Rose (film)）（休斯頓·戴爾〈佛雷德利·福雷斯特（英语：Frederic Forrest）〉）※TBS版[注 16]。
- 頑童182（英语：Turk 182）（吉米·林區〈提摩西·荷頓〉）※電視播出版。
- 不可征服的人（英语：Unconquered (1989 film)）（林區）
- 西城故事（里夫·勞頓〈魯斯·譚柏林（英语：Russ Tamblyn）〉）※TBS新錄製版[注 12]。

#### 電視影集
- 加州公路巡警（英语：CHiPs）（巴利·巴利克札巡警〈布羅迪·格里爾（英语：Brodie Greer）〉）
- 神探可倫坡 (第4季)（藍伯特候補生）
- 布偶奇遇記（英语：Fraggle Rock）
- 霹靂遊俠 (第2季)（斯圖貝克阿汎提（英语：Studebaker Avanti）青年駕駛〈大衛·柯吉爾〉）
- 曼庫索, F.B.I.（英语：Mancuso, F.B.I.）（麥克馬斯特課長〈費德烈克·賴恩（英语：Fredric Lehne）〉）※東京電視台版。
- 邁阿密風雲（第1季：傑米·埃斯科瓦爾〈艾迪·卡斯特羅達德（英语：Eddie Castrodad）〉、第2季：提米·戴維斯〈克雷頓·隆納（英语：Clayton Rohner）〉、第3季：鮑比·迪亞茲刑警〈盧·戴蒙德·菲利普斯〉）
- 三國演義（馬超孟起〈安亞平〉）※NHK-BS2版。
- 納尼亞傳奇（英语：The Chronicles of Narnia (TV serial)）（利利安王子）

#### 動畫
- 史努比的驚險夏令營（英语：Race for Your Life, Charlie Brown）（奈勒斯·潘貝魯特）
- 忍者龜 (1987年東京電視台版)（拉斐爾〈初代日語配音〉）
- 沃特希普高地（英语：Watership Down (film)）（斯魯巴〈泰倫斯·里格比（英语：Terence Rigby）〉）

### 特攝影集
1995年
- Cosplay戰士 甜蜜騎士（長官）
- 超力戰隊王連者（巴拉腦的聲音）

1996年
- B-Fighter Kabuto（深海魚人德祖爾的聲音）

1998年
- 星獸戰隊銀河人（黑暗商人比茲內拉的聲音）

### 廣播劇
- 廣播劇 緋紅與蒼藍內陸傳說（旁白、艾波爾）
- EMERALD DRAGON（日语：エメラルドドラゴン） 廣播劇系列 VOL.2—5（魔將軍奧斯特蘭康）
- 廣播劇 西遊妖猿傳（日语：西遊妖猿伝）（玄奘）
- 廣播劇 星界的戰旗（亞布里艾爾·尼＝拉姆薩爾·阿布里薩爾伯爵〈德魯·阿布里薩爾〉·杜薩紐）
- 原聲廣播劇 邊緣（日语：マージナル (漫画)）（梅耶德）
- 廣播劇（冒險之路（日语：青春アドベンチャー#前身番組））妖精作戰（日语：妖精作戦）（平澤千明）
- 廣播劇（青春冒險（日语：青春アドベンチャー））風琴手（英语：Organist）（泰歐德爾·韋納）
- 廣播劇（青春冒險）Time Reaper（徹）
- 廣播劇（青春冒險）邪鬼來臨！（武智秀行）
- 廣播劇 Last Bronx -東京番外地-（日语：ラストブロンクス -東京番外地-）（稻垣丈）
- 廣播劇 兵蜂PARADISE（葛瑞）

### 廣告
- 艾爾斯冒險（日语：エアーズアドベンチャー）
- 立體方塊（日语：クラックス）
- 飛女刑事III
- 武田藥品（感冒藥廣告旁白，1984年—1985年廣告旁白）
- 明星街道（日语：花のスター街道）
- JoJo的奇妙冒險 (電腦RPG)（日语：ジョジョの奇妙な冒険 (コンピュータRPG)）（旁白、DIO的聲音）[來源請求]
- 戰區88 (SFC遊戲)（旁白、風間真的聲音）

### 舞台
- GROUP EITO公演
  - 動員插話（第一回公演）—馬丁友吉
  - 誘拐（第二回公演，1975年）—男
  - 巴爾的摩旅館（第三回公演，1976年）—比爾·路易士
  - 手毬之里物語（第四回公演，1976年）—三郎
  - 我的小鎮（第五回公演，1977年）—喬治
  - 鯡魚場（第六回公演，1977年）—勝間留作
  - 騎兵們（第七回公演，1978年）—弗里科
  - 鼬（第八回公演，1978年）—山影老師
  - 女人們招魂祭（第十回公演，1979年）—年輕的丈夫

### 其它
- 川崎綠茵 1994三得利系列總集篇（旁白）
- 金肉人 超人大全集（CD）[注 18]
  - 「恐怖的回轉螺旋鑽擊（龍捲小子的主題曲）」（龍捲小子（日语：スクリュー・キッド））
  - 「靈魂的吶喊（傑羅尼莫的主題曲）」（傑羅尼莫（日语：ジェロニモ (キン肉マン)））
- 哥吉拉渡海征服世界（魯迪·朱利安尼的日語配音、派崔克·塔托普羅斯（英语：Patrick Tatopoulos）的日語配音）
- 超獸機神斷空我 獸戰機隊的來直播吧（以司馬亮的聲音演出）
- 日語Word Processor 一太郎7 for Windows95 機能介紹CD-ROM（旁白）
- 聖魔大戰 激動人心的電話（培里·奧茲）
- 炎之蜃氣樓 COBALT TOKIMEKI TELEPHONE（高坂彈正）
- LINE『說話了哦！蠟筆小新LINE圖片』（肥嘟嘟左衛門）[j]
- 原來如此！The 世界（日语：なるほど!ザ・ワールド）（旁白）

## 著書
- （朝日Sonorama（日语：朝日ソノラマ）文庫、出版，1982年12月發行 ISBN 978-4257600206）

## 腳註

## 外部連結
- 日本電影數據庫（JMDb）上鹽澤兼人的資料（日語）
- 鹽澤兼人 （页面存档备份，存于） （日語）—allcinema（日语：allcinema）
- 鹽澤兼人 （页面存档备份，存于） （日語）—KINENOTE
- Kaneto Shiozawa在互联网电影资料库（IMDb）上的資料（英文）
- 鹽澤兼人 （页面存档备份，存于） （日語）—MOVIE WALKER PRESS（日语：MOVIE WALKER PRESS）
- 鹽澤兼人公認粉絲俱樂部 Dreamin'官方網站 （页面存档备份，存于） （日語）
- （日語）
- 鹽澤兼人｜青二Production （日語）